# Ed Baird
Ed Baird (San Petersburgo, 17 de mayo de 1958) es un deportista estadounidense que compitió en vela en la clase Laser. Ganó una medalla de oro en el Campeonato Mundial de Laser de 1980.

## Palmarés internacional
| Campeonato Mundial | Campeonato Mundial | Campeonato Mundial | Campeonato Mundial |
| Año                | Lugar              | Medalla            | Clase              |
| ------------------ | ------------------ | ------------------ | ------------------ |
| 1980               | Kingston (Canadá)  | Medalla de oro     | Laser              |